# Ekspedycja 36
Ekspedycja 36 – stała załoga Międzynarodowej Stacji Kosmicznej, która sprawowała swoją misję od 13 maja do 10 września 2013 roku. Ekspedycja 36 rozpoczęła się wraz z odłączeniem od stacji statku Sojuz TMA-07M i trwała do odcumowania od ISS statku Sojuz TMA-08M.

## Załoga
W skład załogi Ekspedycji 36 wchodziło sześcioro astronautów z trzech państw i agencji kosmicznych. Dowódcą ekspedycji był Rosjanin Pawieł Winogradow, dla którego był to trzeci lot w kosmos. Wcześniej był członkiem ekspedycji Mir EO-24 na stację kosmiczną Mir oraz jako dowódca Ekspedycji 13 na ISS. Winogradow uczestniczył również w misjach Sojuz TM-26 i TMA-8. Pawieł Winogradow przybył na ISS na pokładzie Sojuza TMA-08M 29 marca 2013 roku razem z Aleksandrem Misurkinem i Amerykaninem Christopherem Cassidy. Dla Misurkina był to pierwszy lot kosmiczny, natomiast Cassidy wcześniej uczestniczył w misji STS-127 wahadłowca Endeavour.
Winogradow, Misurkin i Cassidy po przybyciu na stację weszli w skład Ekspedycji 35 i dopiero po odłączeniu od ISS statku Sojuz TMA-07M stali się oni członkami 36. stałej załogi stacji. 
Początkowo Ekspedycja 36 liczyła tylko trzech członków, jednak skład powiększył się o kolejną trójkę astronautów 29 maja 2013 roku, gdy do stacji zacumował statek Sojuz TMA-09M. Na jego pokładzie znaleźli się: Rosjanin Fiodor Jurczichin, astronauta Europejskiej Agencji Kosmicznej Włoch Luca Parmitano i Amerykanka Karen Nyberg. Jurczichin był najbardziej doświadczonym członkiem załogi, gdyż odbywał on swój czwarty lot kosmiczny. Wcześniej uczestniczył on w misjach: STS-112 promu kosmicznego Atlantis, Sojuz TMA-10 i TMA-19. Był on także dowódcą Ekspedycji 15 oraz członkiem 24. i 25. stałej załogi ISS. Z kolei dla Karen Nyberg był to drugi lot kosmiczny, gdyż wcześniej uczestniczyła ona w misji STS-124 wahadłowca Discovery. Natomiast Luca Parmitano odbywał swój pierwszy lot w kosmos.
Po zakończeniu Ekspedycji 36 kosmonauci Jurczichin, Parmitano i Nyberg przeszli w skład 37. stałej załogi zanim zakończyli swój pobyt na stacji.

### Skład załogi
| Funkcja              | Pierwsza część (13-29.05.2013)                 | Druga część (29.05-10.09.2013)                 |
| -------------------- | ---------------------------------------------- | ---------------------------------------------- |
| Dowódca              | Pawieł Winogradow, Roskosmos 3. lot kosmiczny  | Pawieł Winogradow, Roskosmos 3. lot kosmiczny  |
| Inżynier pokładowy 1 | Aleksandr Misurkin, Roskosmos 1. lot kosmiczny | Aleksandr Misurkin, Roskosmos 1. lot kosmiczny |
| Inżynier pokładowy 2 | Christopher Cassidy, NASA 2. lot kosmiczny     | Christopher Cassidy, NASA 2. lot kosmiczny     |
| Inżynier pokładowy 3 |                                                | Karen Nyberg, NASA 2. lot kosmiczny            |
| Inżynier pokładowy 4 |                                                | Fiodor Jurczichin, Roskosmos 4. lot kosmiczny  |
| Inżynier pokładowy 5 |                                                | Luca Parmitano, ESA 1. lot kosmiczny           |

### Załoga rezerwowa
Załogę rezerwową stanowiły odpowiednie załogi rezerwowe Sojuza TMA-08M i TMA-09M. Jako dublerzy pierwszej trójki załogi mianowani zostali:
- Oleg Kotow, Roskosmos – wcześniej odbył dwa loty kosmiczne[11],
- Siergiej Riazanskij, Roskosmos – wcześniej nie odbył żadnego lotu kosmicznego[12],
- Michael Hopkins, NASA – wcześniej nie odbył żadnego lotu kosmicznego[13].

Powyższa trójka astronautów stanowiła następnie skład podstawowej załogi Sojuza TMA-10M oraz Ekspedycji 37 i 38.
Jako zastępców drugiej trójki kosmonautów Ekspedycji 36 mianowani zostali:
- Michaił Tiurin, Roskosmos – wcześniej odbył dwa loty kosmiczne[16],
- Koichi Wakata, JAXA – wcześniej odbył trzy loty kosmiczne[17],
- Richard Mastracchio, NASA – wcześniej odbył trzy loty kosmiczne[18].

Powyższa trójka astronautów stanowiła następnie skład podstawowej załogi Sojuza TMA-11M oraz Ekspedycji 38 i 39.

## Spacery kosmiczne
Podczas Ekspedycji 36 wykonano pięć spacerów kosmicznych (EVA), które trwały w sumie 27 godzin i 51 minut.

### Pierwsze EVA Ekspedycji 36

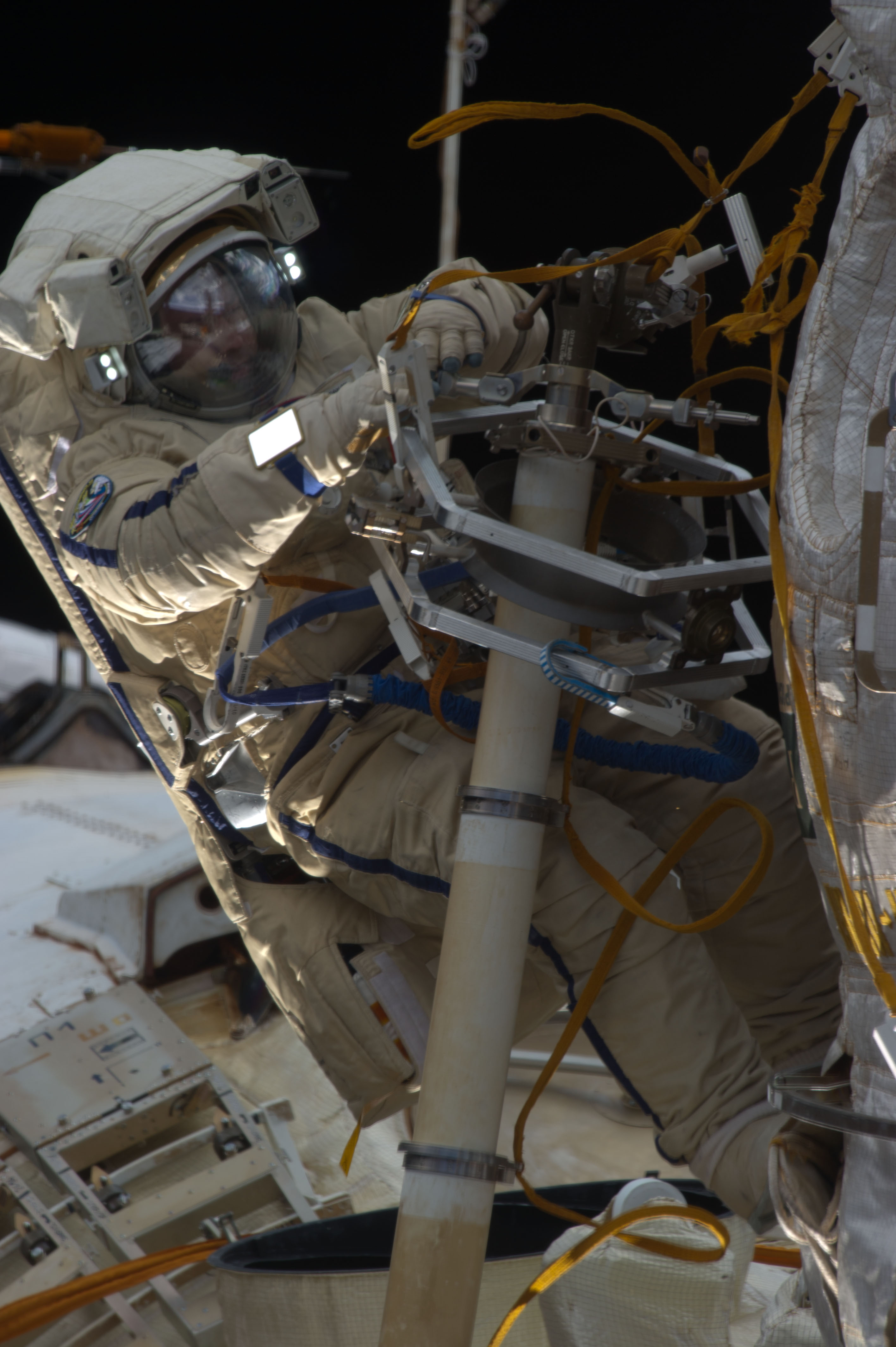
Aleksandr Misurkin podczas spaceru kosmicznego

Pierwszy ze spacerów kosmicznych miał miejsce 24 czerwca 2013 roku. Kosmonauci Fiodor Jurczichin i Aleksandr Misurkin ubrani w skafandry Orłan opuścili pokład stacji o 13:31 UTC poprzez śluzę powietrzną Pirs. Głównym zadaniem kosmonautów były prace przygotowawcze pod nowy moduł Nauka. W tym celu zainstalowali oni na module Zaria uchwyty potrzebne do poprowadzenia tam kabli zasilających. Oprócz tego dokonali oni również wymiany jednego z elementów systemu chłodzącego na module Zaria, jako działanie zapobiegawcze przed możliwością wystąpienia awarii. Dodatkowo kosmonauci zdemontowali dwa eksperymenty naukowe umieszczone na zewnątrz modułu Poisk i zainstalowali jeden nowy. Spacer kosmiczny zakończył się o 20:06 UTC po 6 godzinach i 35 minutach.

### Pierwsze wyjście Parmitano

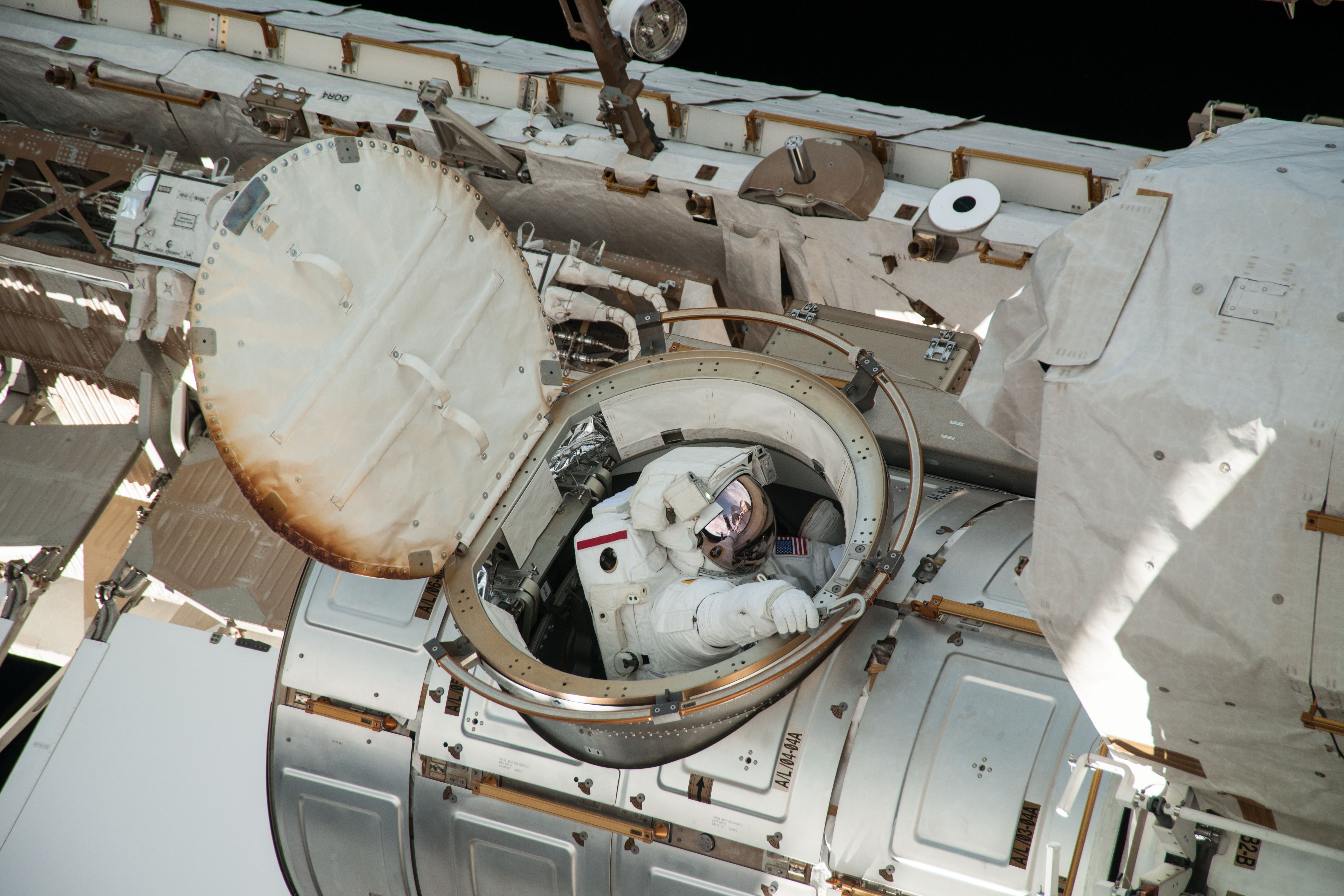
Christopher Cassidy opuszcza śluzę powietrzną Quest rozpoczynając spacer kosmiczny

W drugim spacerze kosmicznym uczestniczyli astronauci Christopher Cassidy i Luca Parmitano. 9 lipca 2013 roku o 12:02 UTC opuścili oni pokład stacji przez śluzę Quest ubrani w skafandry EMU. Pierwszym zadaniem astronautów była wymiana transceivera na segmencie Z1 struktury kratownicowej, który uległ awarii w grudniu 2012 roku. Urządzenie to jest jednym z dwóch umożliwiających przesyłanie obrazu i danych ze stacji na Ziemię w paśmie Ku. W czasie gdy Christopher Cassidy zajmował się wymianą transceivera, Luca Parmitano demontował dwa eksperymenty naukowe dotyczące badań nad materiałami, które były umieszczone na zewnątrz stacji. Następnie Cassidy zamontował na module Unity i adapterze PMA-1 kable zasilające potrzebne dla przyszłego modułu Nauka. Potem astronauci zamontowali na strukturze kratownicowej dwa specjalne chwytaki na radiatory, które pozostaną tam na wypadek konieczności wymiany zepsutych radiatorów. Po wykonaniu tego zdania Luca Parmitano zdemontował jedną z uszkodzonych kamer, która służyła do rejestrowania obrazu podczas dokowania do stacji statków transportowych. Z kolei Christopher Cassidy zajął się montażem dwóch dodatkowych ciągów zasilających na segmencie Z1 kratownicy, co pozwoli zwiększyć bezpieczeństwo dostaw energii dla stacji w razie awarii któregoś z podstawowych ciągów energetycznych. W tym czasie Parmitano zainstalował izolację termiczną na adapterze PMA-2. Spacer kosmiczny zakończył się o 18:09 UTC po 6 godzinach i 7 minutach. Był to pierwszy spacer kosmiczny Luki Parmitano.

### Przerwany spacer kosmiczny

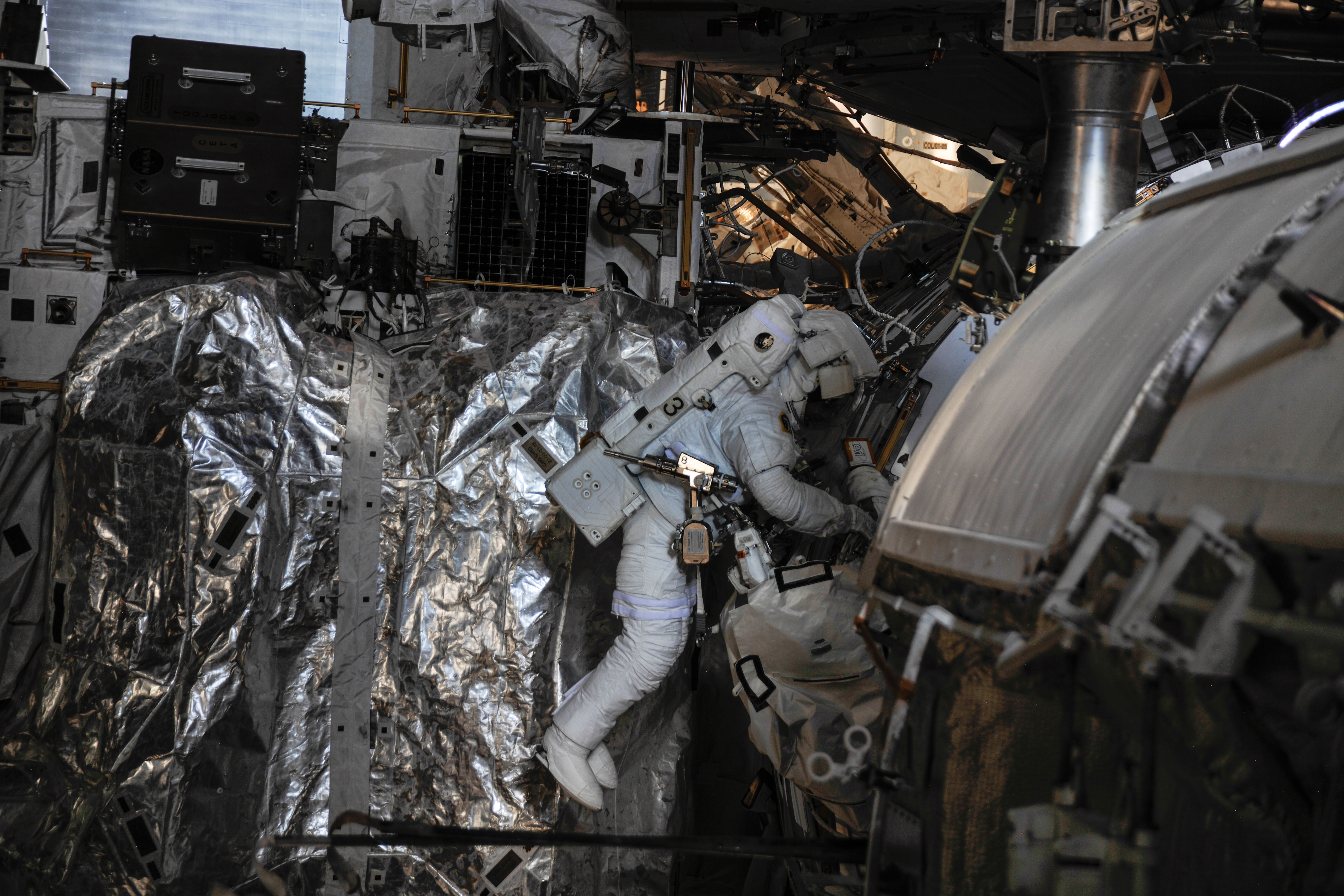
Luca Parmitano podczas przerwanego spaceru kosmicznego

Kolejny spacer kosmiczny rozpoczął się 16 lipca 2013 o 11:57 UTC. Ponownie wzięli w nim udział Christopher Cassidy i Luca Parmitano, którzy byli ubrani w skafandry EMU i opuścili wnętrze stacji przez śluzę Quest. Astronauci mieli: kontynuować instalację kabli zasilających na strukturze kratownicowej, zamontować kabel ethernet dla przyszłego modułu Nauka, wymienić kamery na module Kibō i segmencie P1 kratownicy, a także zdemontować osłonę izolacyjną ze skrzynki przekaźników. Jednak o 12:42 UTC, po zakończeniu pierwszego z zadań, Luca Parmitano zgłosił obecność wody w jego hełmie, a dodatkowo okazało się, że przybywa jej z każdą minutą. W efekcie kontrola misji postanowiła przerwać spacer kosmiczny i nakazała astronautom powrót do śluzy powietrznej. Spacer został zakończony o 13:39 UTC po godzinie i 42 minutach od rozpoczęcia. Zgodnie z planem miał on trwać 6 godzin i 15 minut. NASA poinformowała jednak, że gromadząca się w hełmie Parmitano woda nie stanowiła bezpośredniego zagrożenia dla życia lub zdrowia astronauty.

### Rekordowy rosyjski spacer kosmiczny

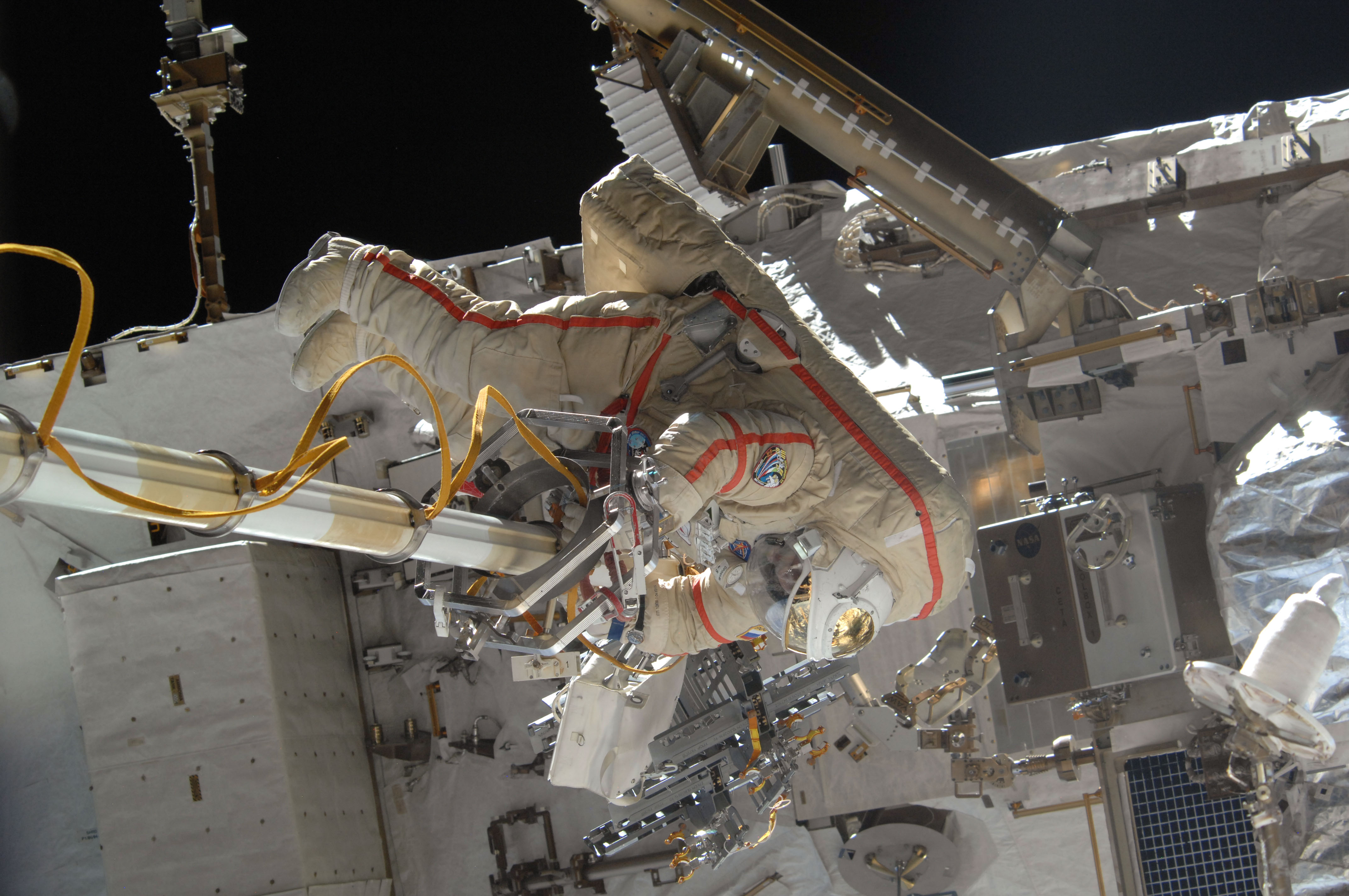
Fiodor Jurczichin w skafandrze Orłan podczas prac na zewnątrz stacji

W czwartym spacerze kosmicznym udział wzięli Fiodor Jurczichin i Aleksandr Misurkin, którzy ubrani w skafandry Orłan opuścili wnętrze ISS 16 sierpnia 2013 o 14:36 UTC przez śluzę Pirs. Kosmonauci zajęli się montażem kabli zasilających i ethernet od adaptera PMA-1, łączącego amerykański i rosyjski segment stacji, przez cały moduł Zaria. Podobnie jak w przypadku wcześniejszych spacerów, instalacja nowego okablowania związana była z przygotowaniami pod nowy moduł Nauka. Zainstalowali oni również eksperyment naukowy na module Poisk, który ma na zbadać zmiany właściwości różnych materiałów w związku z ich ekspozycją na działanie otwartej przestrzeni kosmicznej. Spacer kosmiczny zakończył się o 22:05 UTC po 7 godzinach i 29 minutach, co stanowi nowy rekord w długości przebywania w otwartej przestrzeni kosmicznej przez rosyjskich kosmonautów.

### Dalsze prace na rosyjskiej części ISS

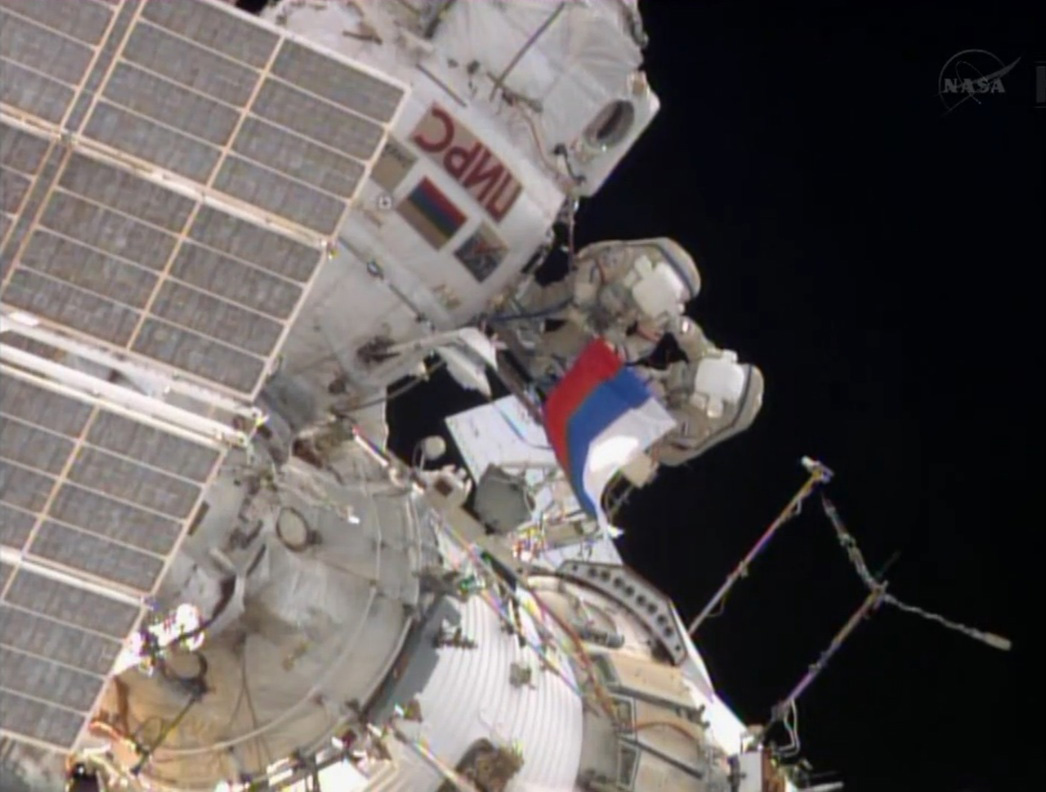
Fiodor Jurczichin (z lewej) i Aleksandr Misurkin w czasie swojego EVA machają flagą Rosji w celu uczczenia jej święta

W ostatniej EVA Ekspedycji 36 ponownie udział wzięli kosmonauci Fiodor Jurczichin i Aleksandr Misurkin. Podobnie do ich wcześniejszych spacerów kosmicznych ubrani byli oni w skafandry Orłan i opuścili wnętrze stacji przez służę Pirs. Spacer kosmiczny rozpoczął się 22 sierpnia 2013 roku o 11:34 UTC. Ich pierwszym zadaniem była instalacja specjalnej stacji roboczej i dwuosiowej platformy pod przyszłą kamerę na module Zwiezda. Okazało się jednak, że podstawa tego urządzenia nie pasuje do miejsca instalacji. W efekcie nakazano kosmonautom przerwać te prace oraz przenieść tę stację roboczą i platformę do śluzy powietrznej. Jednak gdy to uczyniono, kontrola misja uznała, że błąd w ustawieniu podstawy nowego urządzenia może zostać naprawiony już po jego zamontowaniu. Z tego powodu nakazano kosmonautom ponownie przenieść nowe urządzenia na miejsce instalacji i zamontować je. Po zakończeniu tego zadania kosmonauci zdemontowali z tego samego modułu urządzenie służące do komunikacji laserowej. Następnie, również na module Zwiezda, przeprowadzono inspekcję sześciu anten służących do komunikacji ze statkiem transportowym ATV podczas jego dokowania do stacji. W szczególności poszukiwano luźnych śrub mocujących, gdyż trzy dni wcześniej zauważono jedną z nich dryfującą w otwartej przestrzeni kosmicznej w pobliżu ISS. Pod koniec tej EVA zamontowano jeszcze specjalne stanowisko, które będzie wspomagać kosmonautów podczas przyszłych spacerów kosmicznych oraz sfotografowano jeden z eksperymentów naukowych i pobrano próbkę izolacji termicznej modułu Poisk. Kosmonauci rozwinęli również Flagę Rosji, którą następnie machali w otwartej przestrzeni kosmicznej, gdyż tego dnia przypadało w Rosji święto flagi. Spacer kosmiczny zakończył się o 17:32 i trwał 5 godzin i 58 minut.

### Lista spacerów kosmicznych podczas Ekspedycji 36
| Lp. | Data             | Astronauci                    | Śluza powietrzna, skafandry | Początek  | Koniec    | Czas trwania | Cele | Uwagi                                                                          |
| --- | ---------------- | ----------------------------- | --------------------------- | --------- | --------- | ------------ | --- | ------------------------------------------------------------------------------ |
| 1   | 24 czerwca 2013  | Fiodor Jurczichin, Roskosmos  | Pirs, Orłan                 | 13:31 UTC | 20:06 UTC | 6 h 35 min   | montaż na module Zaria uchwytów do kabli zasilających, wymiana elementu systemu chłodzącego na module Zaria, demontaż dwóch eksperymentów naukowych z modułu Poisk i instalacja jednego nowego. |                                                                                |
| 1   | 24 czerwca 2013  | Aleksandr Misurkin, Roskosmos | Pirs, Orłan                 | 13:31 UTC | 20:06 UTC | 6 h 35 min   | montaż na module Zaria uchwytów do kabli zasilających, wymiana elementu systemu chłodzącego na module Zaria, demontaż dwóch eksperymentów naukowych z modułu Poisk i instalacja jednego nowego. |                                                                                |
| 2   | 9 lipca 2013     | Christopher Cassidy, NASA     | Quest, EMU                  | 12:02 UTC | 18:09 UTC | 6 h 7 min    | wymiana transceivera na ITS Z1, demontaż dwóch eksperymentów naukowych, montaż kabli zasilających na module Unity i adapterze PMA-1, instalacja dwóch chwytaków na radiatory na strukturze kratownicowej, demontaż uszkodzonej kamery, instalacja dwóch dodatkowych ciągów zasilających na segmencie Z1 kratownicy, montaż izolacji termicznej na adapterze PMA-2. |                                                                                |
| 2   | 9 lipca 2013     | Luca Parmitano, ESA           | Quest, EMU                  | 12:02 UTC | 18:09 UTC | 6 h 7 min    | wymiana transceivera na ITS Z1, demontaż dwóch eksperymentów naukowych, montaż kabli zasilających na module Unity i adapterze PMA-1, instalacja dwóch chwytaków na radiatory na strukturze kratownicowej, demontaż uszkodzonej kamery, instalacja dwóch dodatkowych ciągów zasilających na segmencie Z1 kratownicy, montaż izolacji termicznej na adapterze PMA-2. |                                                                                |
| 3   | 16 lipca 2013    | Christopher Cassidy, NASA     | Quest, EMU                  | 11:57 UTC | 13:39 UTC | 1 h 42 min   | zrealizowane: instalacja kabli zasilających na strukturze kratownicowej, niezrealizowane: montaż kabla ethernet dla przyszłego modułu Nauka, wymiana kamer na module Kibō i segmencie ITS P1, demontaż osłony izolacyjnej ze skrzynki przekaźników. | spacer przerwany w związku z pojawieniem się wody w hełmie skafandra Parmitano |
| 3   | 16 lipca 2013    | Luca Parmitano, ESA           | Quest, EMU                  | 11:57 UTC | 13:39 UTC | 1 h 42 min   | zrealizowane: instalacja kabli zasilających na strukturze kratownicowej, niezrealizowane: montaż kabla ethernet dla przyszłego modułu Nauka, wymiana kamer na module Kibō i segmencie ITS P1, demontaż osłony izolacyjnej ze skrzynki przekaźników. | spacer przerwany w związku z pojawieniem się wody w hełmie skafandra Parmitano |
| 4   | 16 sierpnia 2013 | Fiodor Jurczichin, Roskosmos  | Pirs, Orłan                 | 14:36 UTC | 22:05 UTC | 7 h, 29 min  | montaż kabli zasilających i ethernet na module Zaria, instalacja eksperymentu naukowego na module Poisk. |                                                                                |
| 4   | 16 sierpnia 2013 | Aleksandr Misurkin, Roskosmos | Pirs, Orłan                 | 14:36 UTC | 22:05 UTC | 7 h, 29 min  | montaż kabli zasilających i ethernet na module Zaria, instalacja eksperymentu naukowego na module Poisk. |                                                                                |
| 5   | 22 sierpnia 2013 | Fiodor Jurczichin, Roskosmos  | Pirs, Orłan                 | 11:34 UTC | 17:32 UTC | 5 h, 58 min  | instalacja stacji roboczej i dwuosiowej platformy pod przyszłą kamerę na module Zwiezda, demontaż urządzenia do komunikacji laserowej ze Zwiezdy, inspekcja anten do komunikacji z ATV, instalacja stanowiska wspomagającego kosmonautów podczas EVA, sfotografowanie jednego z eksperymentów naukowych, pobranie próbki izolacji termicznej modułu Poisk.         |                                                                                |
| 5   | 22 sierpnia 2013 | Aleksandr Misurkin, Roskosmos | Pirs, Orłan                 | 11:34 UTC | 17:32 UTC | 5 h, 58 min  | instalacja stacji roboczej i dwuosiowej platformy pod przyszłą kamerę na module Zwiezda, demontaż urządzenia do komunikacji laserowej ze Zwiezdy, inspekcja anten do komunikacji z ATV, instalacja stanowiska wspomagającego kosmonautów podczas EVA, sfotografowanie jednego z eksperymentów naukowych, pobranie próbki izolacji termicznej modułu Poisk.         |                                                                                |

## Loty transportowe
W czasie Ekspedycji 36 do Międzynarodowej Stacji Kosmicznej, w różnych okresach, zacumowanych było w sumie pięć bezzałogowych statków transportowych trzech różnych typów.

### Wizyty Progressów
W trakcie trwania Ekspedycji 36 stację ISS najczęściej odwiedzały rosyjskie statki zaopatrzeniowe Progress. Jeszcze przed rozpoczęciem misji 36. stałej załogi do stacji zadokowały statki Progress M-18M (do modułu Pirs) i M-19M (do modułu Zwiezda). Dostarczyły one na ISS w sumie 5 ton ładunku. Progress M-18M przybył na stację 11 lutego 2013 i pozostał na niej przez 164 dni, po czym odłączył się 25 lipca 2013 roku i został zdeorbitowany dzień później. Z kolei Progress M-19M dotarł na ISS 26 kwietnia 2013 roku i pozostał przycumowany przez 46 dni. Odłączył się on od stacji 11 czerwca 2013 roku, a następnie został wykorzystany w eksperymencie Radar-Progress, który polegał na badaniu wpływu działania silników statku kosmicznego na gęstość, skład i refleksyjność jonosfery wokół pojazdu.
27 lipca 2013 roku w drogę do ISS wyruszył także Progress M-20M. Dotarł on na stację dzień po stracie z kosmodromu Bajkonur i zadokował do modułu Pirs. Na jego pokładzie znalazło się 2366 kg zaopatrzenia, w tym m.in.:
- 28 kg tlenu,
- 19 kg powietrza,
- 420 kg wody,
- 131 kg sprzętu dla systemów: zaopatrzenia w wodę, regulacji temperatury, telemetrycznych i informatycznych, kontroli urządzeń pokładowych oraz zapewniającego odpowiedni skład powietrzna na stacji,
- 130 kg elementów do urządzeń sanitarnych,
- 257 kg pożywienia,
- 126 kg środków medycznych,
- 113 kg środków higienicznych,
- 42 kg elementów do systemu przeciwpożarowego,
- 40 kg dokumentacji pokładowej,
- 90 kg wyposażenia dla modułów w rosyjskim segmencie stacji,
- 112 kg sprzętu i środków dla amerykańskiego segmentu ISS,
- 136 kg środków dla załogi.

Progress M-20M pozostał zadokowany do stacji przez 190 dni, po czym odłączył się od niej 3 lutego 2014 roku.

### ATV Albert Einstein
5 czerwca 2013 roku o 21:52 z platformy startowej ELA-3 Gujańskiego Centrum Kosmicznego wystartowała rakieta Ariane 5 ES, która wyniosła na orbitę Automatyczny Statek Transportowy Europejskiej Agencji Kosmicznej w ramach misji nazwanej Albert Einstein (ATV-4). Po dziesięciu dniach lotu, 15 czerwca 2013 roku statek transportowy przeprowadził automatyczny manewr dokowania do portu cumowniczego w module Zwiezda.
ATV-4 dostarczył na Międzynarodową Stację Kosmiczną ładunek o masie 6590 kg, w tym m.in.:
- 2580 kg paliwa potrzebnego do korekty orbity ISS,
- 860 kg paliwa dla siników stacji,
- 570 kg wody dla rosyjskiego segmentu stacji,
- 100 kg gazów (jeden zbiornik tlenu i dwa zbiorniki powietrza),
- 2501 kg sprzętu i środków w module ciśnieniowym statku.

Statek ATV Albert Einstein posłużył również do korekty orbity stacji ISS, która na skutek tarcia o szczątkowe warstwy atmosfery ciągle zmniejsza swoją wysokość. W trakcie Ekspedycji 38 manewry takie zostały przeprowadzone:
- 19 czerwca 2013 o 13:05 UTC - silniki pracowały przez 411 sekund, zwiększenie prędkości stacji o 1 m/s i podniesienie orbity o 1,75 km;
- 10 lipca 2013 o 05:35 UTC - silniki pracowały przez 593 sekundy, zwiększenie prędkości stacji o 1,45 m/s i podniesienie orbity o 2,5 km;
- 31 sierpnia 2013 o 07:17 UTC - silniki pracowały przez 204 sekundy, zwiększenie prędkości stacji o 0,48 m/s i podniesienie orbity o 0,84 km.

Automatyczny Statek Transportowy pozostał zadokowany do stacji przez 134 dni po czym odłączył się od niej 28 października 2013 roku i został zdeorbitowany pięć dni później.

### HTV Kounotori-4
Międzynarodową Stację Kosmiczną odwiedził również statek transportowy H-II Transfer Vehicle (HTV) japońskiej agencji kosmicznej (JAXA) w ramach misji Kounotori-4. Strat nastąpił 3 sierpnia 2013 roku z kompleksu startowego Yoshinobu znajdującego się w Centrum Lotów Kosmicznych Tanegashima. Statek HTV-4 został wyniesiony przez rakietę H-IIB i w ciągu 6 dni na orbicie zbliżył się do ISS. 9 sierpnia 2013 roku o 11:22 UTC został on uchwycony przez manipulator Canadarm2, a następnie przyciągnięty do portu cumowniczego w module Harmony. Połączenie ze stacją nastąpiło o 15:38 UTC.
HTV-4 dostarczył na stację 5400 kg ładunku. W jego module ciśnieniowym znajdowało się 3900 kg zaopatrzenia, w tym m.in.:
- pożywienie dla załogi,
- ubrania i środki higieniczne,
- wyposażenie i części zamienne dla modułu Kibō,
- satelity typu CubeSat do wypuszczenia w otwartą przestrzeń kosmiczną,
- baterie wielokrotnego użytku,
- butle tlenowe dla skafandrów EMU,
- materiały do eksperymentów naukowych z NASA, ESA i JAXA,
- robot komunikacyjny KIROBO do przeprowadzenia testów na stacji.

Z kolei w module niehermetycznym statku Kounotori-4 znjadowało się 1500 kg ładunku, w tym:
- zapasowa skrzynka przełączników do zamontowania na Integrated Truss Structure,
- zapasowy zespół przesyłu energii, sygnałów i danych do zamontowania na ITS,
- eksperyment naukowy NASA do umieszczenia na zewnątrz stacji.

Statek HTV-4 pozostał zadokowany do ISS przez prawie 26 dni, po czym został odłączony od stacji 4 września 2013 roku o 12:07 UTC. Następnie został odciągnięty przez Canadarm2 i wypuczony o 16:20 UTC. 7 września 2013 roku przeprowadzono jego kontrolowaną deorbitację i statek spłonął podczas wchodzenia w atmosferę Ziemi.

### Lista lotów transportowych do ISS w czasie Ekspedycji 36
Kursywa oznacza, że start i dokowanie statku transportowego miało miejsce przed rozpoczęciem Ekspedycji 36 lub jego odłączenie i deorbitacja nastąpiły po zakończeniu misji.
| Statek, misja       | Rakieta nośna | Start misji                                 | Połączenie z ISS                                           | Odłączenie od ISS                                             | Czas na ISS       | Deorbitacja                | Ładunek do ISS |
| ------------------- | ------------- | ------------------------------------------- | ---------------------------------------------------------- | ------------------------------------------------------------- | ----------------- | -------------------------- | -------------- |
| Progress M-18M      | Sojuz-U       | 11 lutego 2013 14:41 UTC, Bajkonur 1/5      | 11 lutego 2013 20:35 UTC                                   | 25 lipca 2013 20:43 UTC                                       | 164 d 8 min       | 26 lipca 2013 00:42 UTC    | 2638 kg        |
| Progress M-18M      | Sojuz-U       | 11 lutego 2013 14:41 UTC, Bajkonur 1/5      | Pirs                                                       |                                                               |                   | 26 lipca 2013 00:42 UTC    | 2638 kg        |
| Progress MS-19M     | Sojuz-U       | 24 kwietnia 2013 10:12 UTC, Bajkonur 1/5    | 26 kwietnia 2013 12:25 UTC                                 | 11 czerwca 2013 13:58 UTC                                     | 46 d 1 h 33 min   | 19 czerwca 2013 13:39 UTC  | 2366 kg        |
| Progress MS-19M     | Sojuz-U       | 24 kwietnia 2013 10:12 UTC, Bajkonur 1/5    | Zwiezda                                                    |                                                               |                   | 19 czerwca 2013 13:39 UTC  | 2366 kg        |
| ATV Albert Einstein | Ariane 5 ES   | 5 czerwca 2013 21:52 UTC, Kourou ELA-3      | 15 czerwca 2013 14:07 UTC                                  | 28 października 2013 08:55 UTC                                | 134 d 18 h 48 min | 2 listopada 2013 12:04 UTC | 6590 kg        |
| ATV Albert Einstein | Ariane 5 ES   | 5 czerwca 2013 21:52 UTC, Kourou ELA-3      | Zwiezda                                                    |                                                               |                   | 2 listopada 2013 12:04 UTC | 6590 kg        |
| Progress M-20M      | Sojuz-U       | 27 lipca 2013 20:45 UTC, Bajkonur 31/6      | 28 lipca 2013 02:26 UTC                                    | 3 lutego 2014 16:21 UTC                                       | 190 d 13 h 55 min | 11 lutego 2014 15:55 UTC   | 2366 kg        |
| Progress M-20M      | Sojuz-U       | 27 lipca 2013 20:45 UTC, Bajkonur 31/6      | Pirs                                                       |                                                               |                   | 11 lutego 2014 15:55 UTC   | 2366 kg        |
| HTV Kounotori-4     | H-IIB         | 3 sierpnia 2013 19:48 UTC, Tanegashima LA-Y | 9 sierpnia 2013 uchwycenie: 11:22 UTC dokowanie: 15:38 UTC | 4 września 2013 odłączenie: 12:07 UTC wypuszczenie: 16:20 UTC | 25 d 20 h 29 min  | 7 września 2013 06:37 UTC  | 5400 kg        |
| HTV Kounotori-4     | H-IIB         | 3 sierpnia 2013 19:48 UTC, Tanegashima LA-Y | Harmony                                                    |                                                               |                   | 7 września 2013 06:37 UTC  | 5400 kg        |